# اکس ماکینا (فیلم)
اکس ماکینا یا فرا ماشین (به انگلیسی: Ex Machina) فیلمی در ژانر علمی تخیلی و دلهره‌آور روان‌شناختی محصول سال ۲۰۱۴ بریتانیا، و به نویسندگی و کارگردانی الکس گارلند است که به عنوان اولین ساخته این کارگردان به‌شمار می‌رود. در این فیلم بازیگرانی همچون دامنل گلیسون، آلیسیا ویکاندر، سونویا میزونو، و اسکار آیزاک ایفای نقش می‌کنند. پس از نمایش فیلم در تاریخ ۱۶ دسامبر ۲۰۱۴ در بی‌اف‌آی ساوت‌بنک به عنوان بخشی از علمی تخیلی بی‌اف‌آی: فصل روزهای شگفتی و وحشت، اکس ماکینا توسط یونیورسال استودیوز در تاریخ ۲۱ ژانویه ۲۰۱۵ در انگلستان و ۱۰ آوریل ۲۰۱۵ در آمریکا منتشر شد.

## داستان
کالب اسمیث (دامنل گلیسون) یک برنامه‌نویس جوان ۲۶ ساله که برای شرکت «بلوبوک»، محبوب‌ترین موتور جستجوی وب جهان کار می‌کند. او به‌طور اتفاقی برندهٔ یک مسابقه شد و جایزهٔ آن گذراندن هفته‌ای در یک ویلای خصوصی واقع در کوهستان بود که به مدیر عامل اجرایی با استعداد و منزوی شرکت، ناتان بیتمن (اسکار آیزاک)، تعلق داشت. اما به محض ورود به ویلا، کالب متوجه می‌شود که ناتان او را برای شرکت در یک آزمون تورینگ انتخاب کرده است و وظیفهٔ او ارزیابی و سنجش خصوصیات یک هوش مصنوعی پیشرفته بود. آزمایش او بر روی اِیوا (آلیسیا ویکاندر) بود؛ یک ربات انسان‌نمای فوق پیشرفته که هوش هیجانیش بسیار پیچیده، دلربا و فریبنده‌تر از چیزی بود که این دو نفر می‌توانستند تصورش را بکنند.

## بازیگران
- دامنل گلیسون در نقش کِیلِب اسمیث، برنامه‌نویسی در شرکت بلو بوک
- آلیسیا ویکاندر در نقش اِیوا، یک هوش مصنوعی و ربات انسان‌نما که توسط نیتان ساخته شده است
- اسکار آیزاک در نقش نیتان بیتمن، مدیر عامل اجرایی بلو بوک
- سونویا میزونو در نقش کیوکو
- قانا بایارسایخان در نقش جید، یک نمونه اولیه ژینوئید
- کوری جانسون در نقش جِی، خلبان هلیکوپتر
- کلر سلبی در نقش کلر، یک نمونه اولیه ژینوئید